# Stazione di Castel Fusano
Stazione di Castel Fusano vasútállomás Olaszországban, Róma településen.

## Vasútvonalak
Az állomást az alábbi vasútvonalak érintik:
- Róma–Lido-vasútvonal

## Kapcsolódó állomások
A vasútállomáshoz az alábbi állomások vannak a legközelebb:
- Stazione di Stella Polare
- Stazione di Cristoforo Colombo